# Universal Recording Corporation
Die Universal Recording Corporation war ein 1946 von Bill Putnam in Chicago betriebenes Tonstudio, das sich in kurzer Zeit zu den größten unabhängigen Tonstudios in den USA entwickelt hat.

## Gründungsphase
Gründer waren Putnam und der Toningenieur A. B. „Bernie“ Clapper. Beide begannen 1946 zunächst nördlich von Chicago in Evanston und errichteten dann ein kleines Tonstudio in der 46 East Walton Street von Chicago, das sich auf Radioübertragungen spezialisiert hatte. Am 24. August 1946 zogen sie in das Penthouse auf der 42. Etage in 20 Wacker Drive über der am 9. November 1929 eröffneten Oper, wo sie sich auf kommerzielle Studioaufnahmen konzentrierten. Eine Anzeige hierüber erschien am 31. August 1946 im Musikmagazin Billboard. Im Oktober 1946 kam George Tasker als Aufnahmeleiter hinzu. Im selben Jahr begann auch Murray Allen in den Studios, der sie später erwarb. Die Universal Recording Corporation stieg bald zum führenden Tonstudio in Chicago auf, das Auftragsproduktionen der nach dem Krieg gegründeten und hier beheimateten Independent-Labels annahm. Hierzu gehörten insbesondere Mercury Records (Gründung: Dezember 1945), Chess/Checker Records (April 1947) und Vee-Jay Records (April 1953). Alle drei Independent-Labels entwickelten sich zu bekannten Plattenfirmen, die einen großen Teil ihrer umfangreichen Kataloge bei Universal aufnehmen ließen. Tagsüber bevorzugte man Aufnahmen mit Big Bands, nachts kamen für billigere Tarife die Bluesmusiker.

## Vitacoustic Records
Bei Vitacoustic Records handelte es sich um ein kurzlebiges Plattenlabel, das Putnam im März 1947 an derselben Adresse wie die Tonstudios gegründet hatte, um die selbst produzierten Aufnahmen auch unabhängig vermarkten zu können. Putnam holte sich hierfür als Gründungspartner Lloyd Garrett und Jack Buckley. George Tasker übernahm zusätzlich noch A&R-Aufgaben. Über die Labelgründung wurde in der Billboard-Ausgabe vom 29. März 1947 auch über eine dreidimensionale, von den Universal Recording Studios entwickelte Aufnahmetechnik berichtet. Putnam würde hiermit eine Band klingen lassen als befände sie sich im Wohnzimmer des Zuhörers. Im Billboard vom 4. Oktober 1947 brüstete sich Vitacoustic mit dem Slogan als „Haus der Harmonika-Hits“, doch bereits am 23. Oktober 1948 ging das Label in Konkurs.

## Erster Millionenseller
Im Februar 1947 kamen die Harmonicats zu Bill Putnam, um in dessen Studios einige Songs aufzunehmen, konnten sich jedoch die Studiokosten von 108 Dollar für eine 3-stündige und 4 Titel umfassende Aufnahmesession nicht leisten. Die Harmonicats waren ein Mundharmonika-Trio, in dem eine chromatische Leadharmonika, Akkordharmonika und eine Bassharmonika gespielt wurde. Die vorgesehene A-Seite Peg o' My Heart war in lediglich 20 Minuten fertiggestellt. Es handelte sich um die instrumentale Coverversion einer Fred-Fisher-Komposition, erstmals am 15. März 1913 veröffentlicht. Putnam zog die Aufnahmekosten von den zu erwartenden Verkaufserlösen ab und ließ 1.000 Singles von Peg o' My Heart / Fantasy Impromptu (Vitacoustic #1; B-Seite komponiert von Frédéric Chopin) durch Mercury Records pressen. Die Single erschien auf dem von Putnam gerade gegründeten Label Vitacoustic Records. Über die Veröffentlichung berichtete das Billboard-Magazin in seiner Ausgabe vom 1. März 1947: „Universal Recording, ein örtliches Tonstudio von Bill Putnam, spielt mit dem Gedanken eines eigenen Plattenlabels und wird 1.000 Exemplare einer Test-Single des Mundharmonika-Trios Harmonicats veröffentlichen.“ Zur Überraschung von Putnam wurden sämtliche 1.000 Exemplare innerhalb von 2 Tagen verkauft, nachdem DJ Eddie Hubbard (WIND Chicago) Peg o’ My Heart mehrfach im Radio spielte. Bis Juni 1947 waren 175.000 Exemplare, im September 1947 insgesamt 1,4 Millionen Exemplare verkauft. Der Song gilt als erste Tonaufnahme mit künstlichem Hall, erzeugt von einer als Echokammer genutzten gefliesten Herrentoilette.

## Studioauslastung
Nach dem Konkurs des eigenen Plattenlabels Vitacoustic Records übernahm Putnam ausschließlich Auftragsproduktionen insbesondere der in Chicago beheimateten Plattenlabels.

### Aufnahmen für Mercury Records
Erster großer Universal Recordings-Kunde war Mercury Records, das in Chicago lange Zeit seine Hauptverwaltung betrieb. Einer der ersten Mercury-Interpreten war Country-Sänger Art Gibson, der ab Februar 1946 seine Karriere in den Studios begann. In dem im November 1947 aufgenommenen Titel No More Records stellt er die Frage, was die Plattenfans tun sollen, wenn es keine Platten mehr zu kaufen gäbe. Dauerkunde im Studio war das bei Mercury Records unter Vertrag stehende Ralph Marterie Orchestra, das meistens für LP-Aufnahmen anreiste: 11 Titel entstanden im August 1949, 10 im Mai 1950, je 3 im September und Oktober 1951, 4 im November 1951, je 5 im Februar und April 1952, 5 im August 1952 und 4 im Oktober 1952, darunter die Millionenseller Pretend (aufgenommen am 4. Januar 1953; Rang 6 im Oktober 1953) und Caravan (5. März 1953; Rang 6 im März 1953).
Vic Damone buchte das Studio erstmals im Mai 1953 für 4 Titel, Marterie kehrte am 4. Juni 1953 zurück, Art Hodes & His High-Fivers spielten 8 Titel am 19. April 1954 ein. Die Crew-Cuts tauchten im Mai 1954 in den Studios auf, um ihre erfolgreiche Coverversion von Sh-Boom hier aufzunehmen, das 1,5 Millionen Exemplare umsetzte. Das Trio des Jazz-Pianisten Erroll Garner nahm 13 Titel am 27. Juli 1954 auf (Misty gelangte bis auf Rang 30 im Oktober 1954), das John Williams Trio ließ 9 Titel am 15. Juni 1955 verewigen, David Carroll & His Orchestra tauchte erstmals nicht als Begleitung mit 8 Titeln am 4. Juni 1956 auf, Art Hodes kehrte für 4 Titel am 31. Juli 1956 zurück.
Rusty Draper erschien erstmals im Januar 1953 in den viel beschäftigten Studios und nahm den Song No Help Wanted auf, der im März 1953 seine erste Hitparadennotiz mit einem Rang 10 bedeutete. Das Original von Gambler’s Guitar stammte von Jim Lowe aus einer Session vom Mai 1953 in den Universal Recording Studios, auch die erste Coverversion von Rusty Draper wurde hier im Mai 1953 aufgenommen, mehr als 1 Million Mal verkauft (Juli 1953, Rang 6) und brachte es in der deutschen Version als Der lachende Vagabund auf einen Plattenumsatz von 3,5 Millionen Exemplaren.
Leroy van Dyke nahm im September 1956 den Titel Auctioneer auf, der mit knapp 3 Millionen Exemplaren die erfolgreichste Single für das Tonstudio war. Der größte Hit der Diamonds, der Millionenseller Little Darlin’, entstand im Januar 1957 mit Kastagnetten und Kuhglockengeräuschen (Rang zwei). Die Doo-Wop-Gruppe Del-Vikings (mit Gus Backus) nahm Cool Shake am 29. Mai 1957 (Rang 12) auf, deren große Hits waren zuvor bei Dot erschienen und in anderen Tonstudios entstanden. Dinah Washington verewigte 7 Titel im Oktober/November 1957, die Gaylords standen am 6. November 1957 für ihre LP Let’s Have a Pizza Party vor den Mikrofonen, Helen Merrill buchte am 18./19. Dezember 1957 die Studios für ihre LP The Nearness of You.
Dinah Washington erschien am 7. Januar 1958 für ihre LP Dinah Sings Bessie Smith, das Max Roach Quintet am 3. Juni 1958 für die LP Max Roach +4 On the Chicago Scene, Cannonball Adderley am 3. Februar 1959 zur LP Cannonball Adderley Quintet in Chicago. Das Max Roach Sextet buchte für den 9./10. Oktober 1959, um die LP Max Roach – Moon Faced and Starry Eyed einpegeln zu lassen, Buddy DeFranco wählte den 17./18. Oktober 1961 für seine LP Presenting the Buddy DeFranco-Tommy Gumina Quartet, ab 11. September 1963 besuchte Dizzy Gillespie mehrfach die Studios, das Oscar Peterson Sextet erschien zwischen dem 12. und 14. September 1966 für die LP Soul Espanol.

### Aufnahmen für Chess / Checker Records
Der Aufnahmekatalog der Universal Recording Corp. für das lokale Chess-Label liest sich wie die Geschichte des Blues. Putnam war keinesfalls ein Bluesliebhaber, doch hat er maßgeblich zur Entwicklung des Chicago-Blues beigetragen. Das im August 1947 in Chicago als Aristocrat Records gegründete unabhängige Label Chess Records besaß anfangs keine eigenen Tonstudios und nutzte überwiegend die Dienste der Universal Recording Studios. Für Aristocrat Records entstanden bei Universal bis Juni 1950 insgesamt 31 Titel, der Namenswechsel auf Chess Records erfolgte dann am 3. Juni 1950. Im Jahr 1951 entstanden 89 Titel für den Chess-Katalog, fast alle bei United eingepegelt. John Lee Hooker (als John Lee Booker), der am 26. April 1951 insgesamt 9 Titel aufnahm (Louise / Ramblin‘ By Myself), war nur ausnahmsweise bei Universal aufgetaucht, ansonsten stand er im United Sound Studio von Detroit vor dem Mikrofon. Im Jahre 1952 kamen wiederum die meisten der 106 Titel bei Chess aus den Universal Studios. Little Walter nahm unter anderen Juke (12. Mai 1952; Rang 1 der Rhythm-&-Blues-Hitparade oder Fast Boogie (Januar 1953) auf, Elmore James sang Country Boogie / She Just Won’t Do Right (17. Januar 1953), Willie Mabon kam für I’m Mad (5. Februar 1953; Rang 1), Little Walter wiederum Don’t Want to Hurt No More (März 1953) oder Willie Mabon erneut I Got to Go (November 1953).
1954 entstanden fast alle der 146 bekannten Titel von Chess bei Universal, darunter am 7. Januar 1954 der größte Hit von Muddy Waters (I’m Your) Hoochie Coochie Man mit Little Walter (Mundharmonika) und komponiert von Willie Dixon (Rang 3). Jimmy Witherspoon ließ am 10. Juni 1954 insgesamt 6 Titel einpegeln (darunter I Can Make Love to You), die Moonglows verewigten im Oktober 1954 ihren Millionenseller Sincerely (Rang 1). Die meisten der 202 Tracks aus 1955 von Chess wurden bei Universal produziert. Die Moonglows kamen im Januar 1955 für Most of All (Rang 5), Willie Mabon tauchte im Februar 1955 für Late Again auf, Bo Diddleys Klassiker Bo Diddley / I’m A Man entstand hier am 2. März 1955 (Rang 1). Am 21. Mai 1955 betrat Chuck Berry zum ersten Mal die Studios. Er benötigte für Maybelline 36 Takes (Rang 1 R&B, Rang 5 Pop; B-Seite: Wee Wee Hours) und trat mit der Besetzung Chuck Berry (Gesang und Gitarre), Johnny Johnson (Piano), Willie Dixon (Bass) und Ebby Hardy (Schlagzeug) vor die Mikrofone. Willie Mabons Single The Seventh Son (1. Juni 1955) und Jimmy Witherspoons I Ain’t No Secret (15. Juni 1955) waren weitere Höhepunkte.
Am 14. Juli 1955 war ein produktiver Tag bei Universal, denn Little Walter und Bo Diddley hatten die Studios für insgesamt 10 Titel gebucht. Jimmy Witherspoon kam für 4 Titel im November 1955 (The Things I Used to Do). Chuck Berry kehrte am 20. Dezember 1955 für 6 Titel zurück, darunter No Money Down (Rang 8) und You Can’t Catch Me. Howlin’ Wolf war am 25. Januar 1956 für Smokestack Lightnin’ im Studio (Rang 8), Chuck Berry nahm die Titel Brown Eyed Handsome Man (Rang 5) / Roll Over Beethoven (Rang 2) / Too Much Monkey Business (Rang 4) am 16. April 1956 auf, Rock & Roll Music am 15. Dezember 1956 (Rang 6). Die Auftragsproduktion für Chess Records endete weitgehend, als die berühmten Chess-Studios im Mai 1957 – erbaut mit Putnams Unterstützung – eröffneten.

### Aufnahmen für Vee-Jay Records
Die erste Aufnahmesession in den Universal Recording-Studios nach Gründung des Vee-Jay-Labels fand für die Spaniels am 4. Mai 1953 und dem Titel Baby It’s You statt. Am 6. Juni 1953 betrat erstmals Bluesinterpret Jimmy Reed die Universal Recording Studios. Der kristallklare Sound ohne Bassgitarre (nur begleitet von Eddie Taylor/Gitarre und Morris Wilkerson/Schlagzeug) ist ein Verdienst von Bill Putnam. Reeds Single High and Lonesome war die erste Single des Vee-Jay Katalogs (#100, veröffentlicht im Juli 1953), wenngleich die Spaniels bereits früher im Studio waren. Die El Dorados folgten mit At My Front Door am 24. April 1955 (August 1955), die Dells im September 1955 mit Dreams of Contentment, Eddie Taylor nahm Bad Boy am 18. Januar 1955 auf. Am 15. März 1955 betrat erstmals Big Jay McNeely die Studios für 4 Titel, darunter Big Jay’s Hop (VJ #142), Jay McShann kam am 4. September 1955 für Jay’s Jam (#191), die Staple Singers am 11. September 1956 für Uncloudy Day (#224). John Lee Hooker besuchte am 19. Oktober 1955 für 4 Titel die Studios, diesmal für Vee-Jay Records, und kehrte am 27. März 1956 für 6 Aufnahmen zurück. Billy Boy Arnold nahm hier im Oktober 1955 sein berühmtes I Ain’t Got You auf (#171; Februar 1956). Die Dells tauchten am 21. Mai 1956 für ihr klassisches Oh What a Nite auf. Jerry Butler & The Impressions nahmen ihr intensives For Your Precious Love im größten Studio A im April 1958 auf (veröffentlicht am 16. Juni 1958; Rang 3 R&B). Dee Clarks Falsett-Ballade Raindrops wurde von Produzent Calvin Carter mit Regen- und Donnergeräuschen angereichert (22. März 1961, Rang 2). Ein weiterer Doo-Wop-Klassiker war der in Studio A von Bill Sheppard für Gene Chandler produzierte Millionenseller Duke of Earl (30. August 1961, veröffentlicht am 5. November 1961, Rang 1).
Die Universal Recording Studios haben die von EMI übersandten Masterbänder für die US-LP Introducing the Beatles (#1062, veröffentlicht am 10. Januar 1964) Ende Juni 1963 bearbeitet. So wurde beispielsweise Paul McCartneys Anzählen „one, two, three“ in der amerikanischen Fassung von I Saw Her Standing There entfernt, weil man es für irrtümlich aufgenommen hielt. Allerdings wurde der Vee-Jay-Erfolg durch Rechtsstreitigkeiten mit Capitol Records unterbrochen, denn ab 15. Oktober 1964 erhielt Capitol alle Aufnahmerechte der Beatles-Songs für die USA. Bis zu jenem Zeitpunkt hatte Vee-Jay 1,3 Millionen Exemplare der LP verkauft.

### Weitere wichtige Aufnahmen
Im März 1947 buchte Petite Swanson With Marl Young Trio das Studio für 4 Titel, die auf 2 Sunbeam-Singles erschienen (Lawdy Miss Clawdy #103, I’m Sorry #107). Salty Holmes buchte ab 12. Dezember 1947 die Studios (Instrumentalaufnahme Mama Blues), Patti Page kam am 24. Oktober 1947 für zunächst 4 Titel und nahm hier sporadisch bis 21. August 1959 auf. Darunter befand sich auch der Song Confess, aufgenommen am 3. Dezember 1947. Hier setzte Putnam erstmals ein Overdub ihrer Stimme als Audio-Effekt ein; sie antwortete sich selbst, indem ihre Stimme übereinandergelegt wurde. Diese Notlösung war erforderlich, nachdem Hintergrundgesang streikbedingt nicht zur Verfügung stand. Mit einem Rang 12 war es der erste Hit von Patti Page.
Die meisten der 362 bekannten Titel des Chance Records-Katalogs wurden zwischen September 1950 und Oktober 1954 von Universal aufgenommen (darunter die Flamingos, Moonglows). Nat King Cole war hauptsächlich Gast in den Capitol Recording Studios, nahm jedoch folgende bei Universal auf: 7 Titel am 7. Juni 1955, je 4 am 9. und 10. Juni und 3 am 11. Juni 1955 und 17. Mai 1956 (We Are Americans Too). Im Mai 1955 machte Pat Boone mit dem Cover von Ain’t That A Shame unter Produzent Randy Wood eine seiner ersten Tonaufnahmen bei Universal und kehrte bis 6. Mai 1956 regelmäßig hierhin zurück. Seine Coverversion des Fats-Domino-Originals Ain’t That a Shame verkaufte über 1 Million Exemplare. Ab Juli 1955 war auch Country-Sänger Chuck Miller Gast in den Tonstudios. Elmore James kommt am 4. Januar 1956 für seine Single Wild About You Baby / Long Tall Woman (Modern 983) ins Studio. Das Debütalbum von Sun Ra wurde am 12. Juli 1956 unter dem Titel Jazz by Sun Ra aufgenommen.
Häufiger Gast war Sam Cooke, der erstmals am 16. Februar 1955 seine gospel-beeinflussten Songs aufnahm (Nearer To Thee / Be With Me Jesus / One More Time / I´m So Glad). Er kehrte für 4 Titel am 10. April 1957 zurück, erneut am 1. September 1959 (Wade in the Water / Stand by me Father), 28. Juni 1961 (4 Titel), 20. September 1961 (2 Titel), 27. Februar 1962 (3 Titel), 28. Februar (1 Titel), 1. August 1962 (2 Titel) und letztmals am 27. Februar 1963 (2 Titel). Duke Ellington erschien am 19. März 1956 (Way Back Blues / Where’s The Music / Rubber Bottom / Play the Blues and Go), 24. Juni 1958 (In a Mellow Tone / Happy Reunion / Diminuendo and Crescendo in Blue), Nat King Cole am 7. Juni 1955 (You’ll Never Know mit Nelson Riddle) war ebenfalls Gast im Studio. Junior Wells & Earl Hooker kamen erstmals am 8. August 1960 (Blues in D Natural). Mary Wells stand am 26. November 1965 vor dem Mikrofon (Dear Lover), Ramsey Lewis erschien für seine LP The Movie Album (Juli 1966), Barbara Acklin für Love Makes a Woman (25. März 1968). Tyrone Davis nahm seine größten Hits am 11. November 1968 (Can I Change My Mind, Rang 1) und am 23. Januar 1970 (Turn Back the Hands of Time, Rang 1) hier auf.

## Umzüge
Während die meisten Tonstudios bodenständig blieben, wechselte Putnam häufig den Standort. Sein erstes Tonstudio verblieb nicht im Penthouse der Oper, sondern wechselte mehrfach innerhalb der Stadt. Die Umzüge und ihre Reihenfolge innerhalb Chicagos sind in der Fachwelt umstritten. Dabei ist unklar, ob es sich lediglich um Umzüge handelte oder ob teilweise Studios an mehreren Adressen parallel betrieben wurden. Nach Evanston befand sich sein erstes Tonstudio in Chicago in der 20 Northern Wacker, ab 1954 oder 1950 war es auf der 111 East Ontario Ave  beheimatet, ab Juli 1955 lautete die Adresse mit vergrößerten Räumlichkeiten 46 East Walton Street. Dies war sein Lieblingsstudio, das zu den fortschrittlichsten und größten unabhängigen Tonstudios der USA gehörte. Letzte bekannte Adresse war die seit 1989 genutzte 32 West Randolph Street unter dem Management von Murray Allen.

## Verkauf und Ende
Putnam verkaufte die mittlerweile berühmten Universal Recording Corporation-Tonstudios bereits im Jahre 1957 an seinen Partner Murray Allen. Anstatt dessen begann Putnam, im Westen der USA ein noch größeres Imperium an Tonstudios aufzubauen. 1958 erwarb er United Recordings, später kam Western Recordings in Los Angeles hinzu. Schließlich erwarb er 1962 die United Recording-Studios of Nevada und 1963 Sound Recorders in San Francisco. Ab 1966 verkaufte Putnam sukzessive alle Tonstudios. Sein erstes Tonstudio Universal Recording Corporation in Chicago wurde von Murray Allen noch bis November 1992 weitergeführt und danach geschlossen.